# 馬尼圖比奇-德弗爾斯萊克
馬尼圖比奇-德弗爾斯萊克（英語：Manitou Beach–Devils Lake）是位於美國密歇根州萊納維縣羅林鎮區及伍德斯托克鎮區的一個普查規定居民點。

## 人口
根據2020年美國人口普查的數據，馬尼圖比奇-德弗爾斯萊克的面積為23.17平方千米，當中陸地面積為15.75平方千米，而水域面積為7.41平方千米。當地共有人口2032人，而人口密度為每平方千米87.7人。